# Nacho Rodríguez
Ignacio Pablo Rodríguez Marín (Màlaga, 2 de setembre de 1970), més conegut com a Nacho Rodríguez és un exjugador de bàsquet espanyol dels anys 90 y anys 2000. Fa 1,86 metres d'alt i pesa 84 kg. Jugava a la posició de base. Destacava per la seva personalitat i la seva disciplina tàctica i era considerat un dels millors defensors de la Lliga.
Actualment és el mànager de gestió de la secció de bàsquet del Futbol Club Barcelona.

## Historial
Va jugar 16 temporades consecutives a la Lliga ACB, la màxima categoria del bàsquet espanyol, a sis clubs: el Mayoral Maristas Málaga, en el qual va jugar durant quatre temporades, l'Unicaja de Málaga, on va jugar 6 temporades després de la fusió del Caja de Ronda i el Mayoral Maristas, el FC Barcelona, on va jugar sis temporades, l'Etosa Alacant, en el qual va romandre 2 temporades, el ViveMenorca, on va estar-hi una sola temporada i va acabar la seva carrera al bàsquet professional al Grupo Capitol Valladolid.